# Себастиан Пинера
Мигел Хуан Себастиян Пинера Еченике (на испански: Miguel Juan Sebastián Piñera Echenique, 1 декември 1949 г. - 6 февруари 2024 г.) е чилийски политик, бизнесмен и бивш  президент на Чили.
Той е сред най-богатите чилийци, бивш сенатор и лидер на дясноцентриската партия „Национално възраждане“ (на испански: Renovación Nacional).
Встъпва в длъжност президент на 11 март 2010 г., след като побеждава на втори тур предшественичката си Мишел Бачелет.